# Hydroeciodes ochrimacula
Hydroeciodes ochrimacula là một loài bướm đêm trong họ Noctuidae.